# Raúl Cámara
Raúl Miguel Cámara (Madrid, España, 28 de febrero de 1984), conocido como Raúl Cámara, es un exfutbolista español que jugaba como defensa.

## Trayectoria
Se incorporó al Real Sporting de Gijón "B" en 2003, siendo todavía juvenil, procedente de los equipos de fútbol base del Club Atlético de Madrid. Tras dos temporadas en el filial sportinguista, pasó al Real Sporting de Gijón en 2005 y logró el ascenso a Primera División en la temporada 2007-08. Después de una campaña en la máxima categoría, fichó por el R. C. Recreativo de Huelva en el año 2009. El 23 de junio de 2011 el Xerez C. D. anunció su contratación para las siguientes tres temporadas. El 20 de junio de 2013, tras el descenso del Xerez a Segunda División B en la campaña 2012-13, se hizo oficial su fichaje por el C. D. Tenerife. Tras finalizar su vinculación con el Tenerife en junio de 2019, fichó por el Córdoba C. F., donde jugó el último año de su carrera.

## Clubes
| Club                       | País   | Año       |
| -------------------------- | ------ | --------- |
| Real Sporting de Gijón "B" | España | 2003-2005 |
| Real Sporting de Gijón     | España | 2005-2009 |
| R. C. Recreativo de Huelva | España | 2009-2011 |
| Xerez C. D.                | España | 2011-2013 |
| C. D. Tenerife             | España | 2013-2019 |
| Córdoba C. F.              | España | 2019-2020 |